# Lys sodalbatros
Lys sodalbatros (latin: Phoebetria palpebrata) er en stormfugl, der lever på den sydlige halvkugle.